# Gare de Danjoutin
La gare de Danjoutin est une gare ferroviaire française de la ligne de Belfort à Delle, située sur le territoire de la commune de Danjoutin, dans le département du Territoire de Belfort, en région Bourgogne-Franche-Comté.
Elle a été mise en service en décembre 2018, dans le cadre de la réouverture complète de la ligne au trafic voyageurs.
C'est une halte de la Société nationale des chemins de fer français (SNCF), desservie par des trains du réseau régional TER Bourgogne-Franche-Comté.

## Situation ferroviaire
La halte de Danjoutin se situe au point kilométrique (PK) 444,6 de la ligne de Belfort à Delle, entre les gares ouvertes de Belfort et de Meroux (Belfort - Montbéliard TGV).

## Histoire
Construite à partir de 2016 (malgré l'opposition d'une association locale), elle est mise en service le week-end des 8 et 9 décembre 2018 (dans le cadre de la réouverture intégrale de la ligne concernée).
Selon les estimations de la SNCF, la fréquentation annuelle de cette halte s'élève à 1 924 voyageurs en 2019 (première année complète d'exploitation).

## Service des voyageurs

### Accueil
C'est une halte de la SNCF, à accès libre, qui dispose d'un distributeur automatique de titres de transport TER.
Elle est accessible aux personnes à mobilité réduite.

### Desserte
Danjoutin est desservie par des trains régionaux du réseau TER Bourgogne-Franche-Comté, reliant Belfort à Meroux (Belfort - Montbéliard TGV) ou Delle.

### Intermodalité
Un parking et un parc à vélos sont aménagés à ses abords.
Par ailleurs, une correspondance est possible avec la ligne 3 du réseau d'autobus Optymo, en se rendant à l'arrêt Jacquot.